# Mel Counts
Melvin Grant Counts (Coos Bay, Oregón, 16 de octubre de 1941) es un exjugador de baloncesto estadounidense que disputó 12 temporadas de la NBA. Con 2,13 metros de estatura, jugaba en la posición de pívot. formó parte de la selección de Estados Unidos que ganó la medalla de oro en los Juegos Olímpicos de Tokio 1964, y como profesional, fue dos veces campeón de la NBA, en 1965 y 1966, vistiendo la camiseta de los Boston Celtics.

## Trayectoria deportiva

### Universidad
Jugó durante 4 temporadas con los Beavers de la Universidad Estatal de Oregón. Entre 1962 y 1964 lideró a su equipo a la mejor racha de toda su historia, con tres temporadas por encima de las 20 victorias, y llegando a disputar la Final Four en 1963. en su última temporada, fue incluido en el segundo mejor quinteto All-American. En el total de sus cuatro campañas como universitario promedió 22,2 puntos y 15,4 rebotes por partido. Acabó su etapa en Oregon State como líder histórico en anotación (tercero en la actualidad), con 1.973 puntos. Sus 26,7 puntos por partido en su temporada júnior son en la actualidad un récord de la Pacific Ten Conference.

### Juegos Olímpicos
Fue convocado para jugar con la selección de Estados Unidos los Juegos Olímpicos de Tokio 1964, en los que se hicieron con la medalla de oro. Counts, hasta la llegada a la selección de Tom Burleson en 1972, fue el jugador más alto que había jugado con el equipo nacional. En la final, en la que derrotaron a la Unión Soviética, anotó 4 puntos.

### Profesional
Fue elegido en la novena posición del Draft de la NBA de 1964 por Boston Celtics, cuyo entrenador, Red Auerbach, vio en él un buen reserva que diera minutos de descanso a la estrella del equipo, Bill Russell. Su primer año como profesional no pudo ser mejor, ya que colaboró con 4,8 puntos y 4,9 rebotes en la consecución del anillo de campeones de la NBA, derrotando en las Finales a Los Angeles Lakers por 4 a 1. Al año siguiente se repitió la historia, volviendo a ganar el campeonato, esta vez con una mayor participación de Counts, que promedió 8,4 puntos y 6,4 rebotes por noche.
Al comienzo de la temporada 1966-67 fue traspasado a Baltimore Bullets, donde apenas jugó más de 20 partidos antes de ser traspasado nuevamente a Los Angeles Lakers, para dar muinutos a su pívot estrella Wilt Chamberlain. Allí jugó durante tres temporadas y media, las mejores de su carrera, sobrepasando en las tres completas los 10 puntos y 8 rebotes por partido, llegando en todas ellas a las Finales de la NBA. Precisamente en las Finales de 1969 se produjo una de las decisiones de entrenador más controvertidas de la historia de la liga. En el séptimo y definitivo partido de las mismas ante Boston Celtics, a falta de poco más de 5 minutos y perdiendo por 7 puntos, Chamberlain sufrió una pequeña lesión, entrando en juego Counts. Sorprendentemente, el equipo logró llegar a ponerse a sólo un punto de diferencia con una canasta del propio Counts. Chamberlain pidió volver a jugar, pero el entrenador, Bill Van Breda Kolff, decidió jugarse los últimos instantes de partido sin su estrella, al considerar que se estaban haciendo bien las cosas sin él. Al final, los Celtics controlaron el partido, imponiéndose por 106-104, logrando su undécimo anillo.
En la temporada 1970-71 fue traspasado a Phoenix Suns, donde en su primera campaña todavía mantuvo unos buenos números, promediando 11,0 puntos y 6,3 rebotes por noche. Pero todo cambió a partir de la temporada siguiente, perdiendo protagonismo en el equipo, lo que hizo que fuera traspasado e iniciara una cuesta abajo que le llevaría a jugar en Philadelphia 76ers, de nuevo a los Lakers un año para terminar su carrera deportiva vistiendo la camiseta de los New Orleans Jazz en 1976.  En sus 12 años de trayectoria profesional promedió 8,3 puntos y 6,0 rebotes por encuentro.

## Estadísticas de su carrera en la NBA
|  | Denota temporada en la que ganó un Campeonato de la NBA |

### Temporada regular
| Año     | Equipo       | PJ  | PT | MPP  | %TC  | %TL  | RPP | APP | ROB | TPP | PPP  |
| ------- | ------------ | --- | -- | ---- | ---- | ---- | --- | --- | --- | --- | ---- |
| 1964-65 | Boston       | 54  |    | 10.6 | .368 | .784 | 4.9 | .4  |     |     | 4.8  |
| 1965-66 | Boston       | 67  |    | 15.2 | .403 | .828 | 6.4 | .7  |     |     | 8.4  |
| 1966-67 | Baltimore    | 25  |    | 13.7 | .389 | .725 | 6.2 | 1.2 |     |     | 6.4  |
| 1966-67 | L.A. Lakers  | 31  |    | 16.7 | .444 | .741 | 6.1 | .7  |     |     | 8.5  |
| 1967-68 | L.A. Lakers  | 82  |    | 21.2 | .475 | .748 | 8.9 | 1.7 |     |     | 11.7 |
| 1968-69 | L.A. Lakers  | 77  |    | 24.2 | .450 | .805 | 7.8 | 1.4 |     |     | 12.4 |
| 1969-70 | L.A. Lakers  | 81  |    | 27.1 | .427 | .776 | 8.4 | 2.0 |     |     | 12.6 |
| 1970-71 | Phoenix      | 80  |    | 20.9 | .457 | .753 | 6.3 | 1.7 |     |     | 11.0 |
| 1971-72 | Phoenix      | 76  |    | 11.9 | .427 | .721 | 3.4 | 1.3 |     |     | 5.2  |
| 1972-73 | Philadelphia | 7   | 0  | 6.7  | .313 | –    | 2.3 | .4  |     |     | 1.4  |
| 1972-73 | L.A. Lakers  | 59  |    | 10.4 | .457 | .672 | 4.0 | 1.1 |     |     | 5.0  |
| 1973-74 | L.A. Lakers  | 45  |    | 11.1 | .365 | .727 | 3.2 | 1.2 | .4  | .5  | 3.2  |
| 1974-75 | New Orleans  | 75  |    | 18.9 | .438 | .761 | 5.9 | 2.4 | .7  | .6  | 6.9  |
| 1975-76 | New Orleans  | 30  |    | 10.6 | .407 | .762 | 3.3 | 1.3 | .5  | .3  | 3.0  |
| Total   | Total        | 789 | 0  | 17.4 | .435 | .764 | 6.0 | 1.4 | .6  | .5  | 8.3  |

### Playoffs
| Año   | Equipo      | PJ | MPP  | %TC  | %TL   | RPP | APP | ROB | TPP | PPP  |
| ----- | ----------- | -- | ---- | ---- | ----- | --- | --- | --- | --- | ---- |
| 1965  | Boston      | 4  | 7.5  | .267 | 1.000 | 2.8 | .3  |     |     | 2.3  |
| 1966  | Boston      | 10 | 8.2  | .359 | .882  | 4.0 | .3  |     |     | 4.3  |
| 1967  | L.A. Lakers | 3  | 9.7  | .263 | 1.000 | 2.7 | .0  |     |     | 4.7  |
| 1968  | L.A. Lakers | 15 | 20.4 | .535 | .677  | 8.9 | 1.6 |     |     | 8.6  |
| 1969  | L.A. Lakers | 18 | 24.6 | .385 | .761  | 7.9 | 1.4 |     |     | 11.2 |
| 1970  | L.A. Lakers | 14 | 15.1 | .420 | .846  | 5.3 | 1.1 |     |     | 6.1  |
| 1973  | L.A. Lakers | 17 | 19.2 | .459 | .780  | 6.1 | 1.6 |     |     | 9.1  |
| 1974  | L.A. Lakers | 4  | 8.5  | .500 | –     | 1.5 | .5  | .5  | .5  | 3.0  |
| Total | Total       | 85 | 17.2 | .426 | .775  | 6.1 | 1.2 | .5  | .5  | 7.6  |